# Missões diplomáticas da Espanha

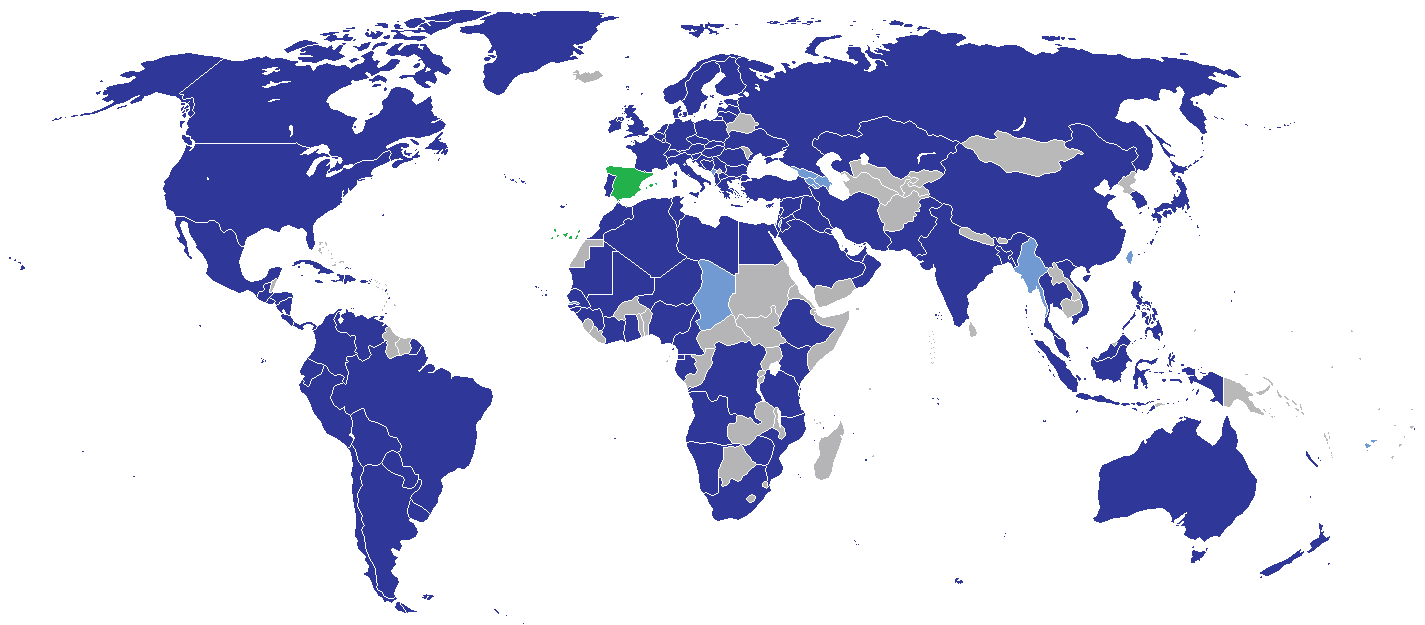
Missões diplomáticas da Espanha

Abaixo se encontram as embaixadas e/ou consulados da Espanha:

## África

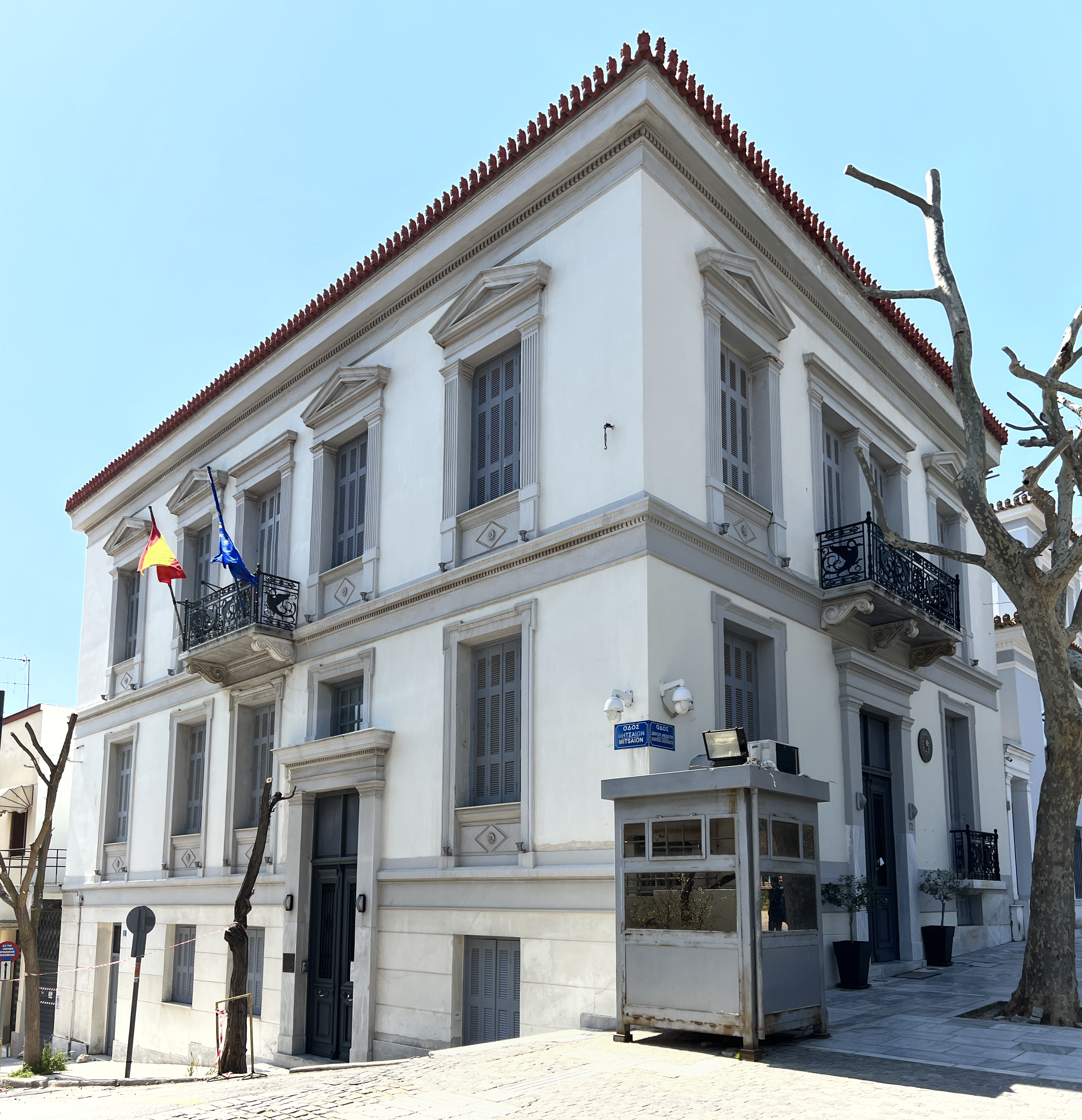
Embaixada da Espanha em Atenas

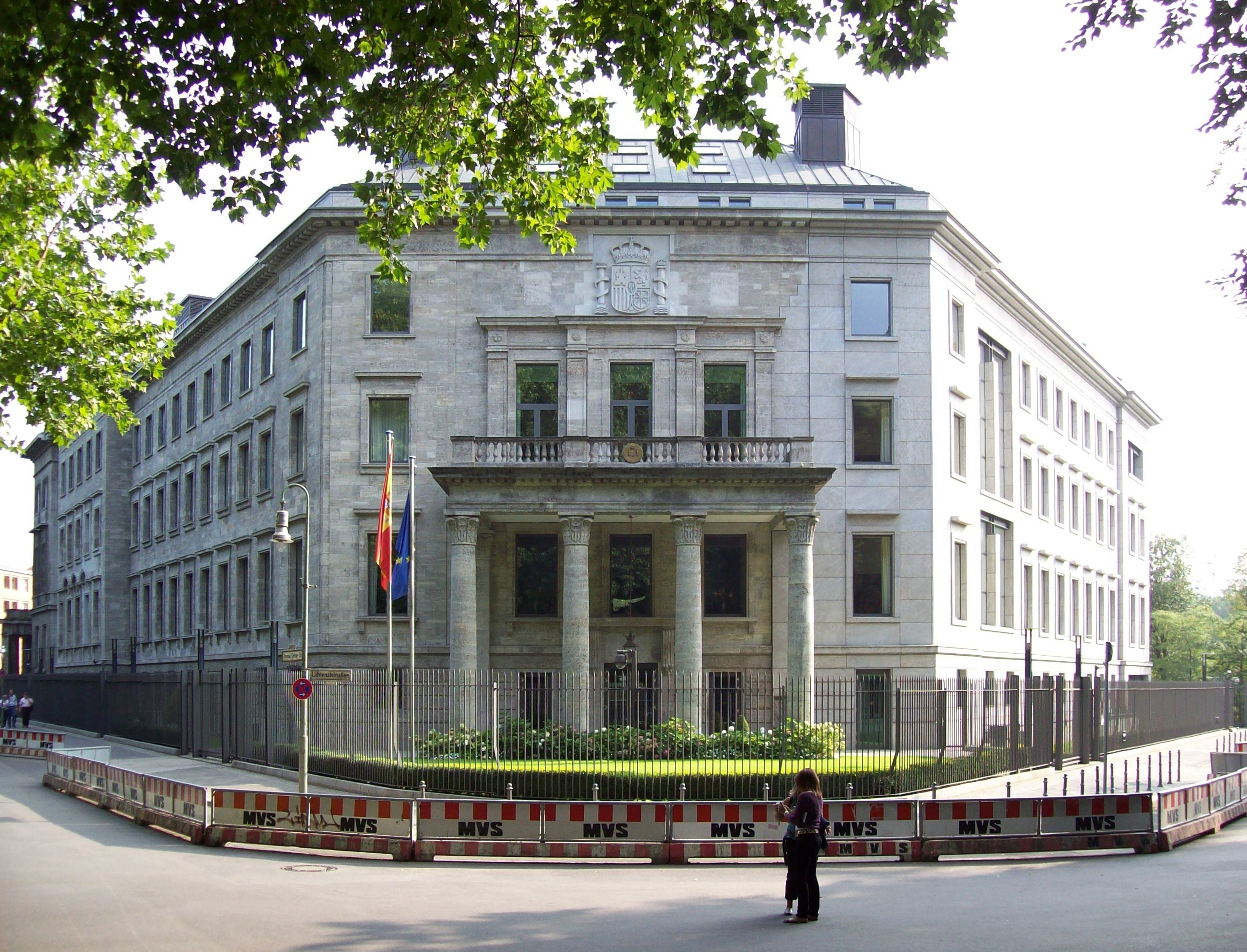
Embaixada da Espanha em Berlim

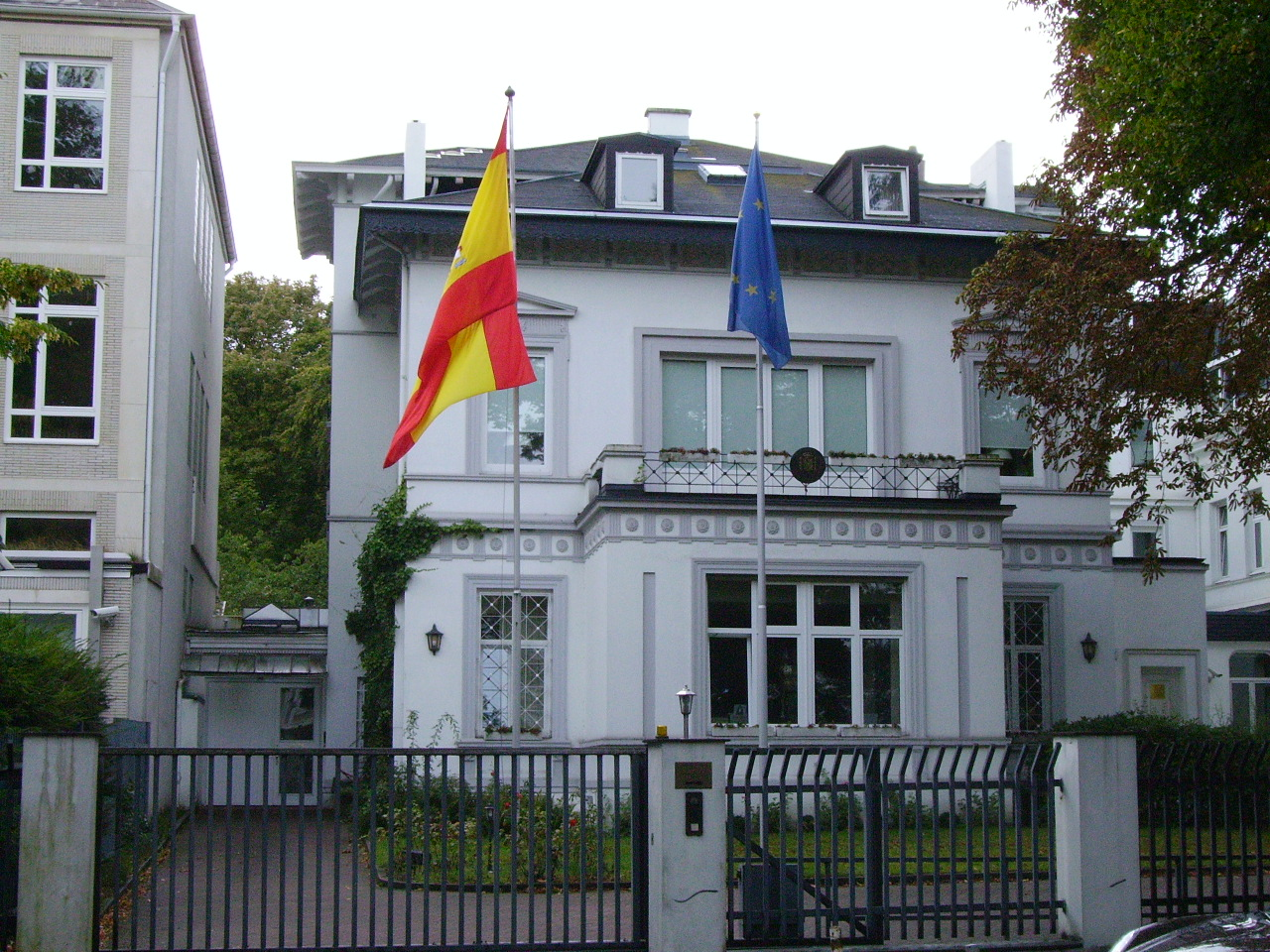
Consulado-Geral da Espanha em Hamburgo

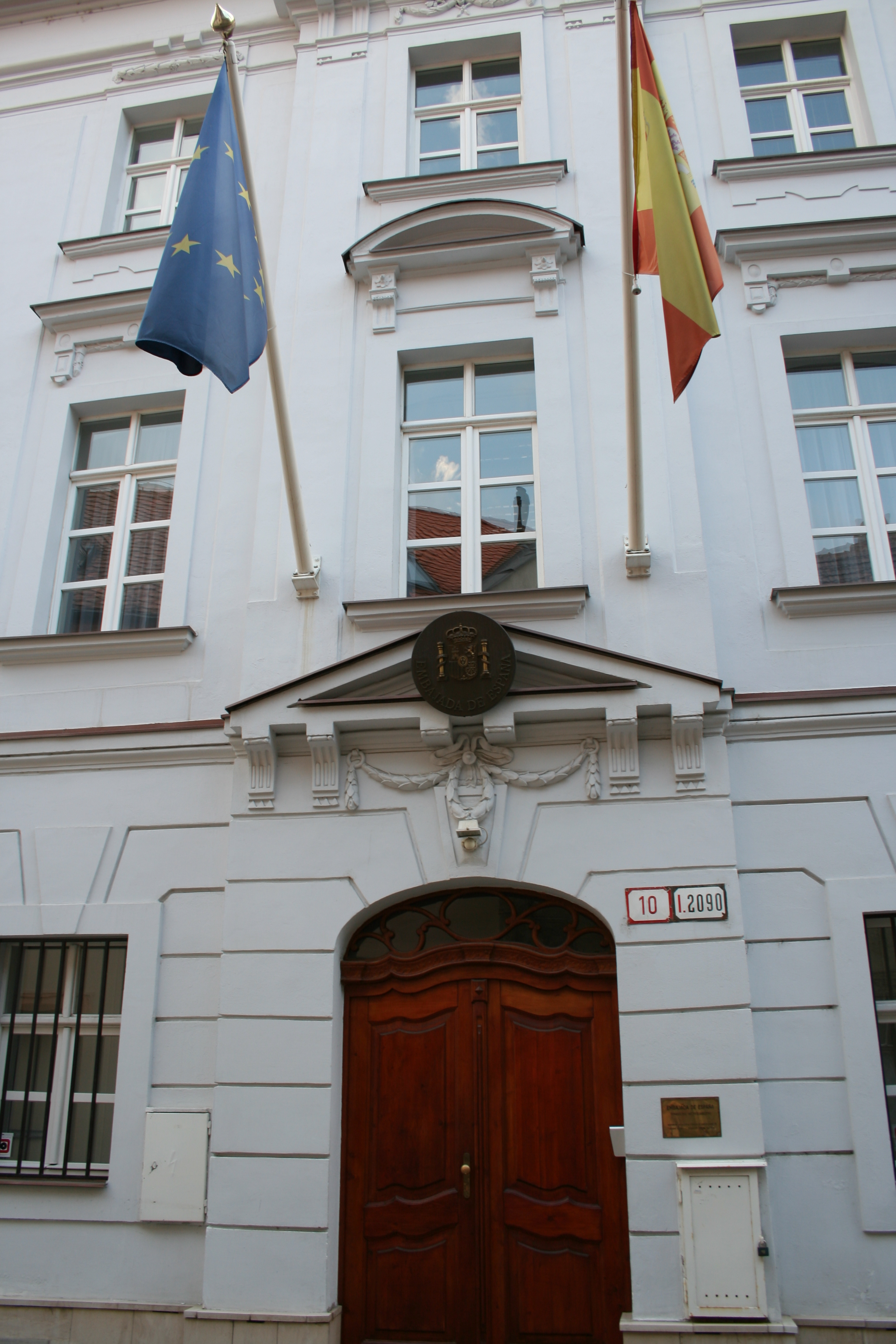
Embaixada da Espanha em Bratislava

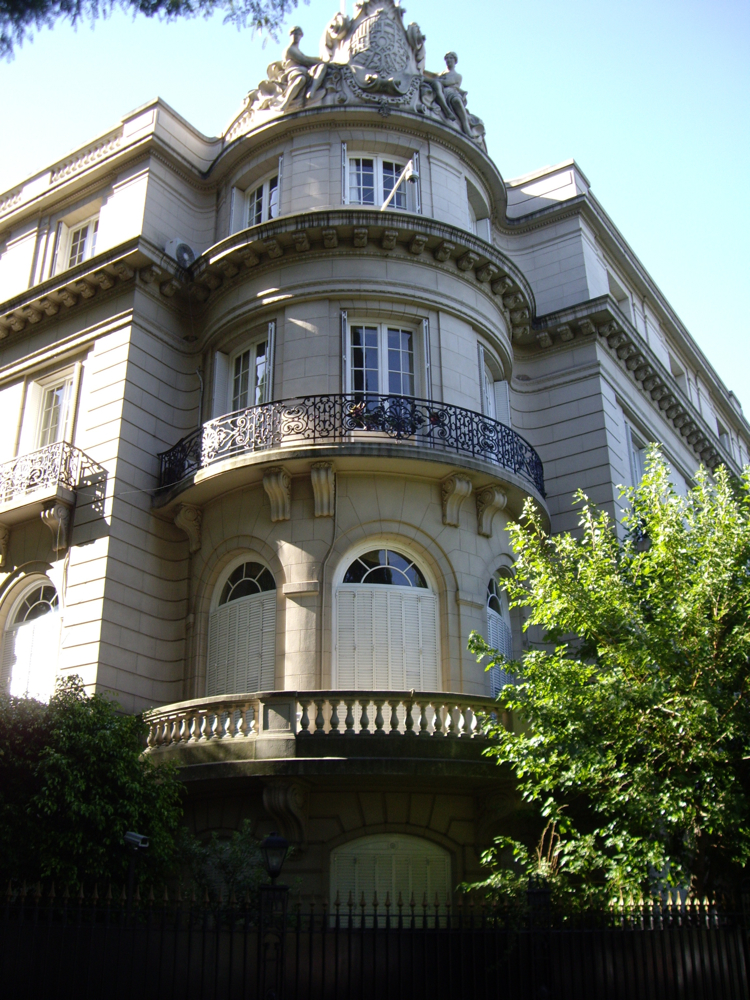
Embaixada da Espanha em Buenos Aires

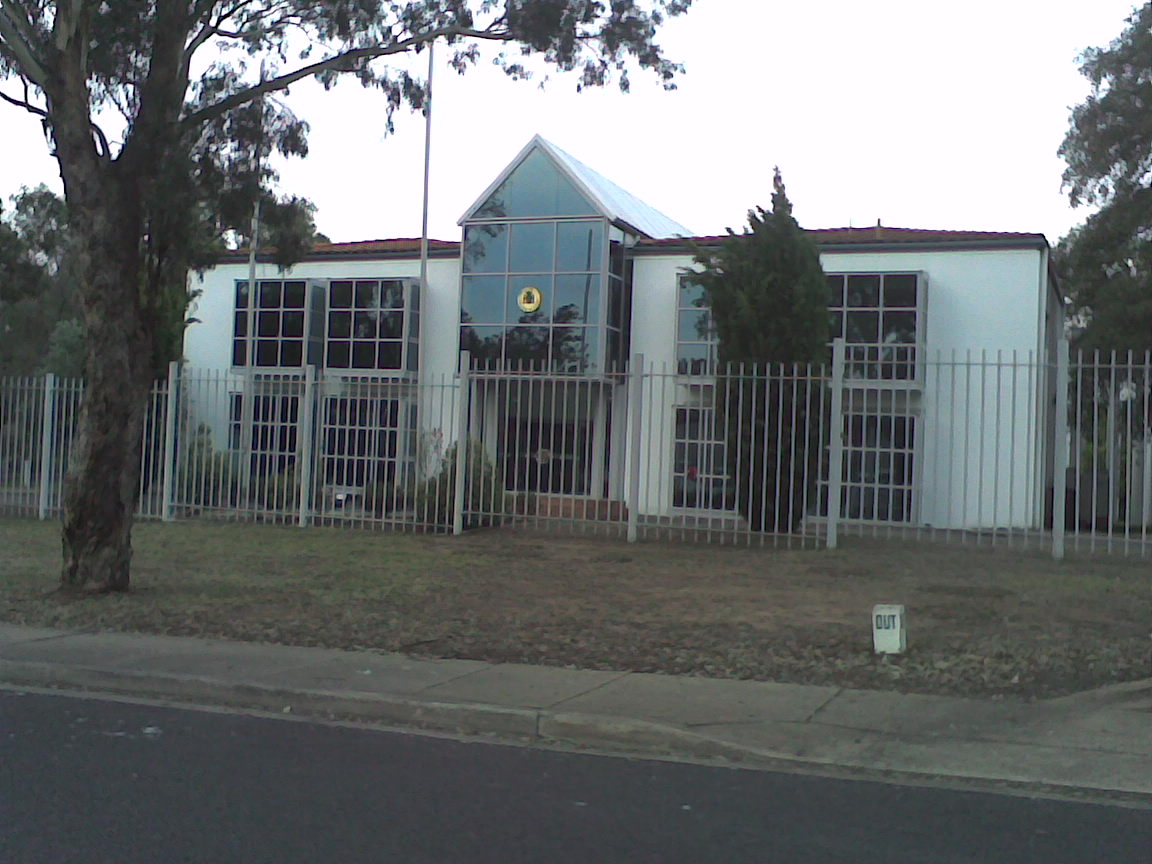
Embaixada da Espanha em Camberra

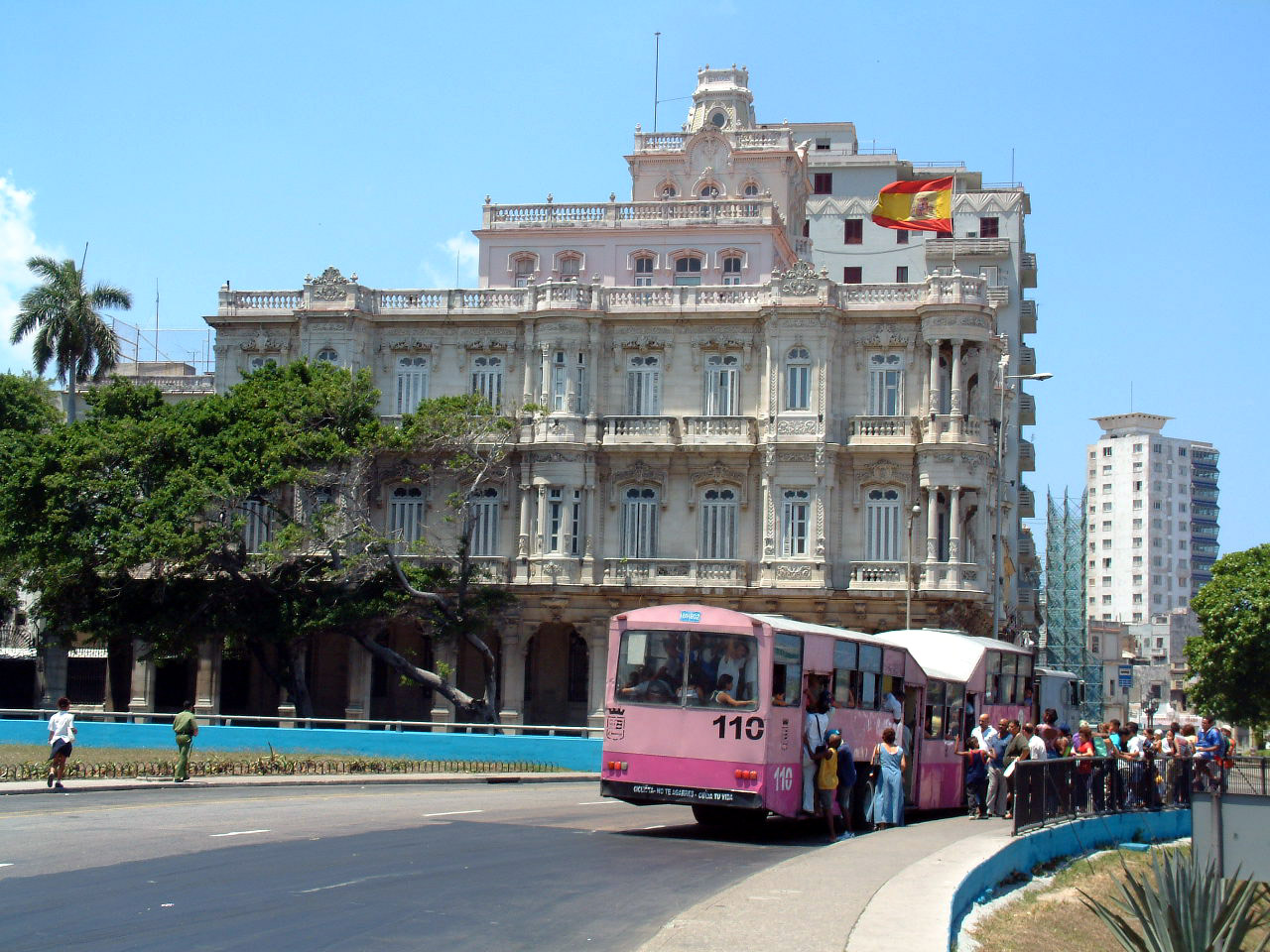
Embaixada da Espanha em Havana

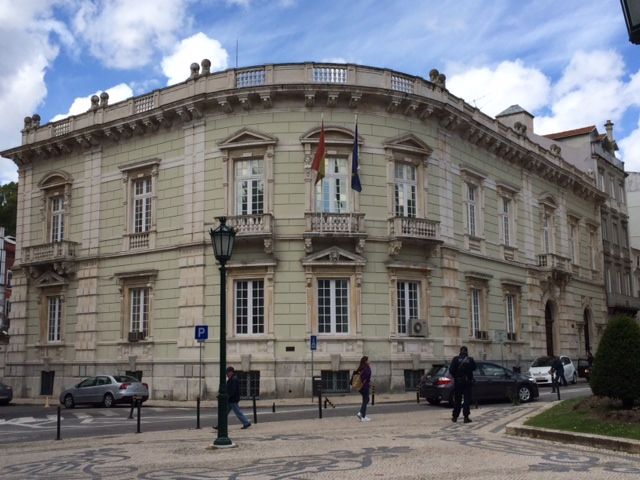
Embaixada da Espanha em Lisboa

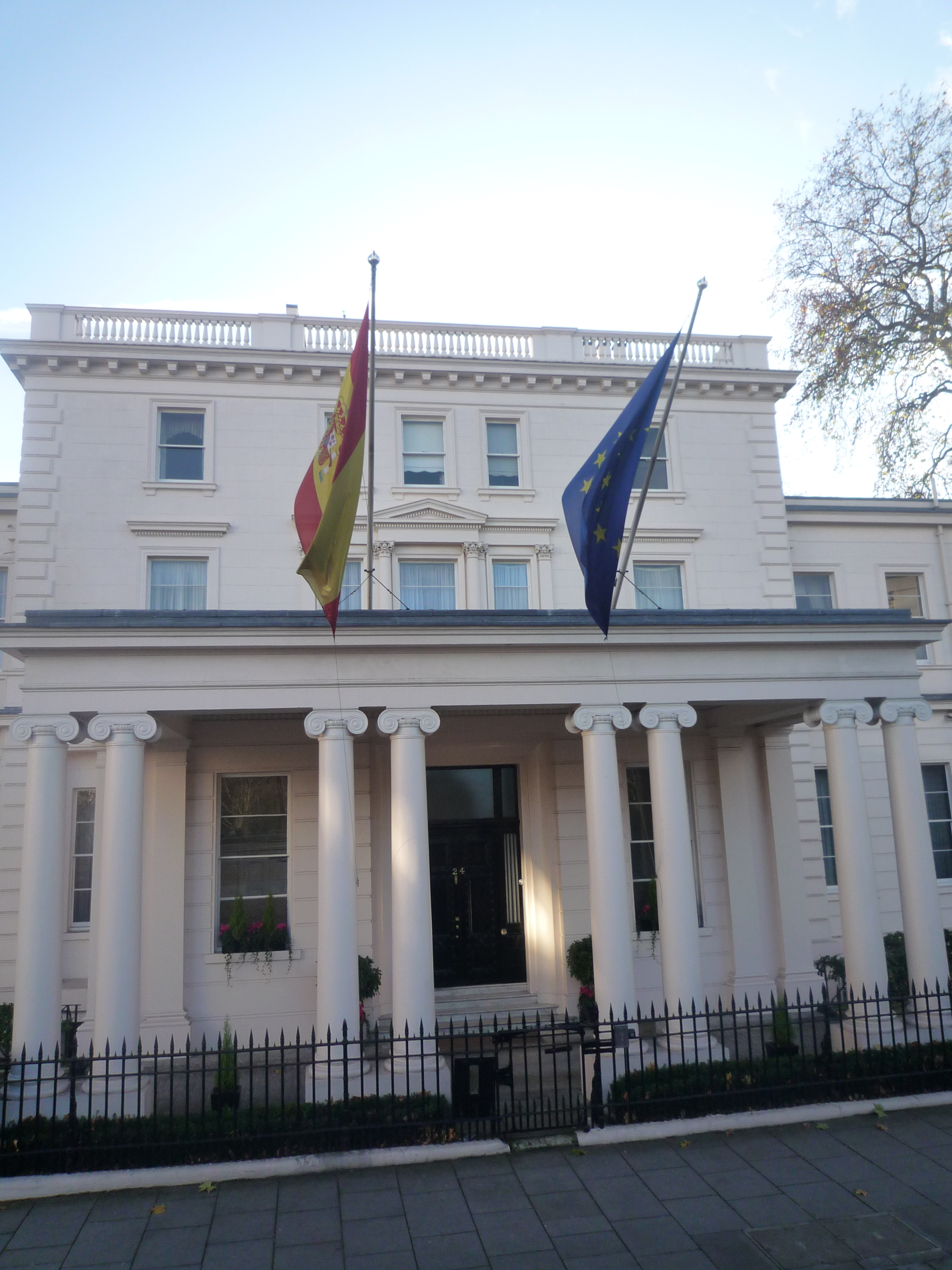
Embaixada da Espanha em Londres

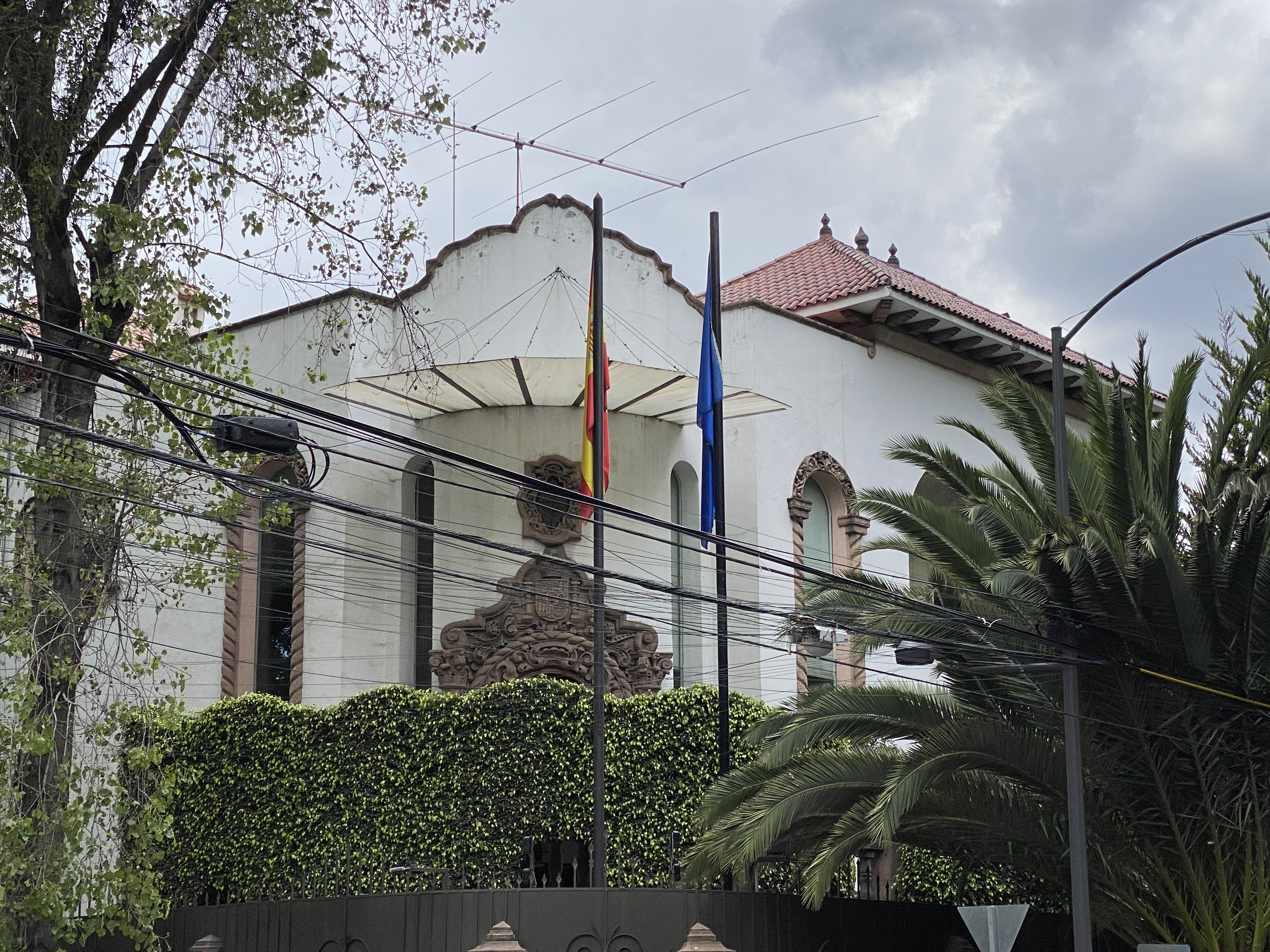
Embaixada da Espanha na Cidade do México

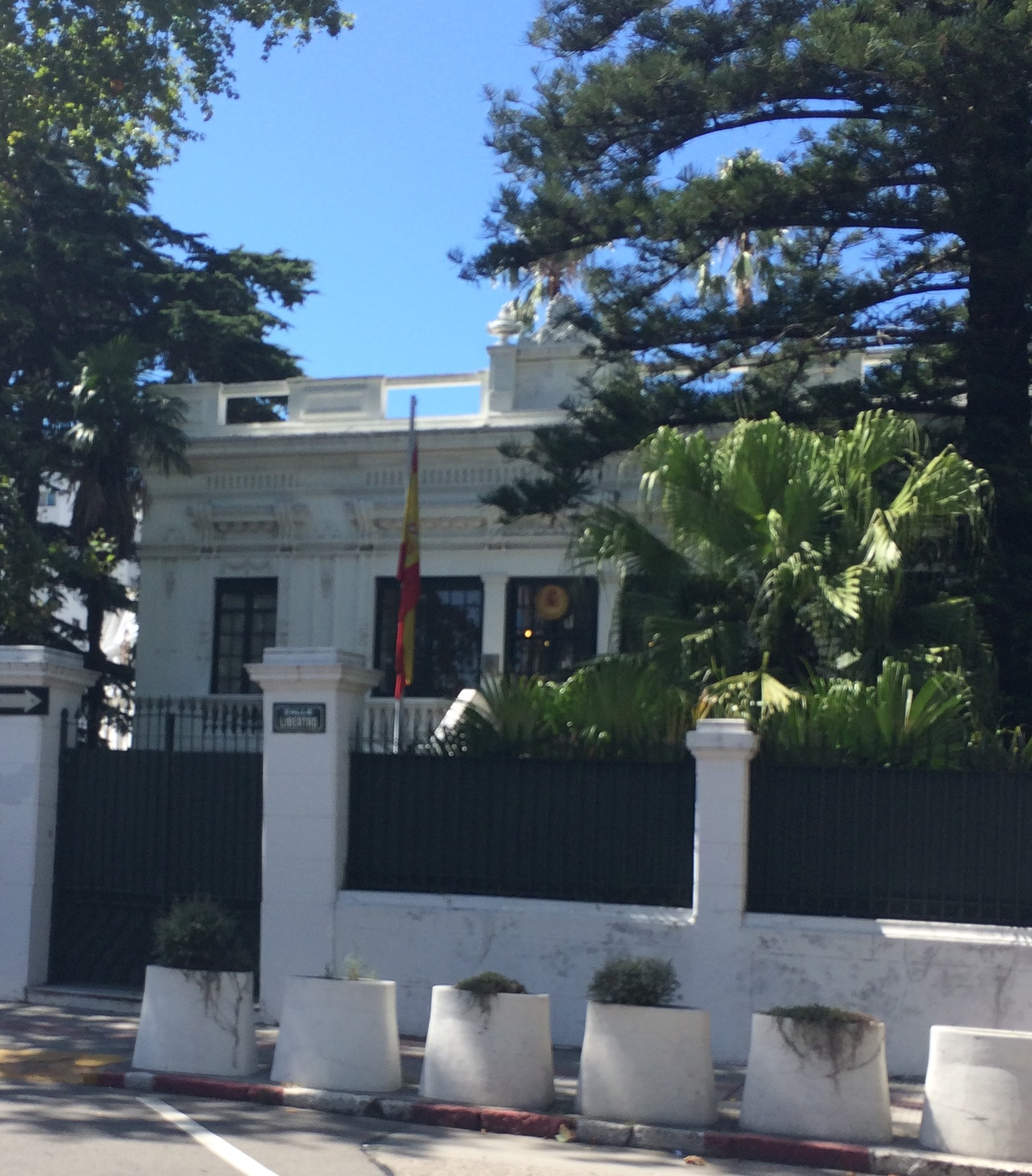
Embaixada da Espanha em Montevidéu

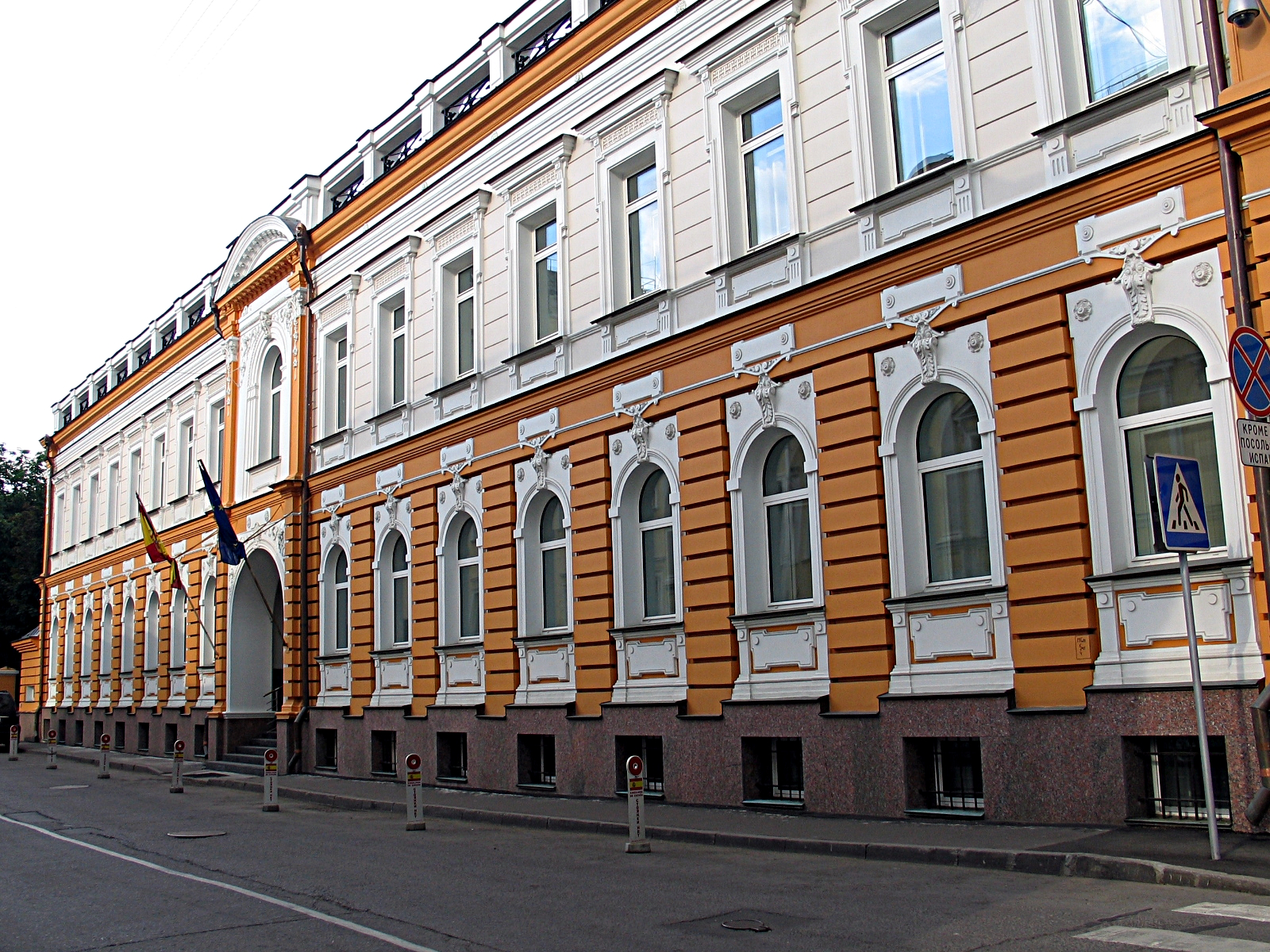
Embaixada da Espanha em Moscou

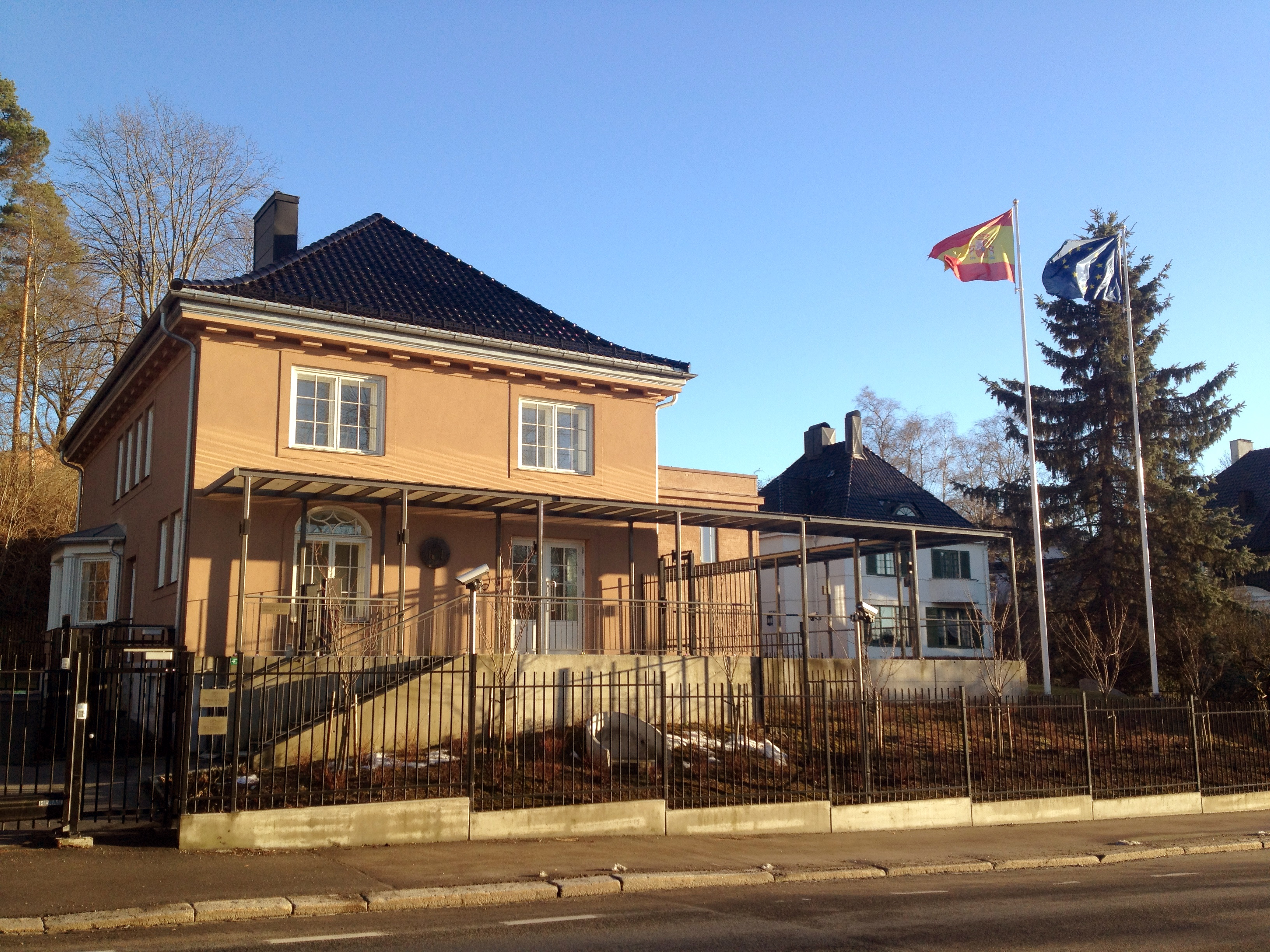
Embaixada da Espanha em Oslo

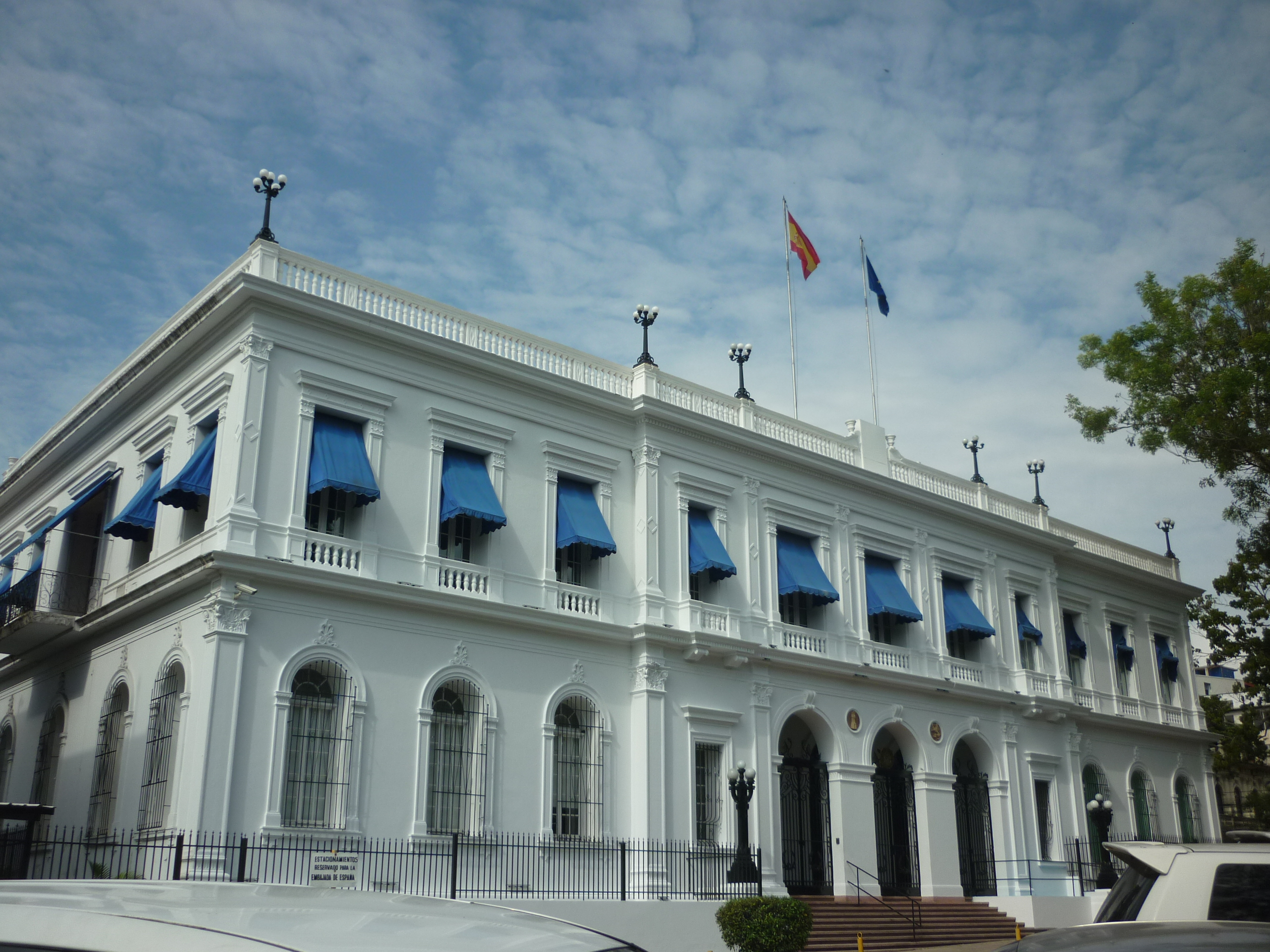
Embaixada da Espanha na Cidade do Panamá

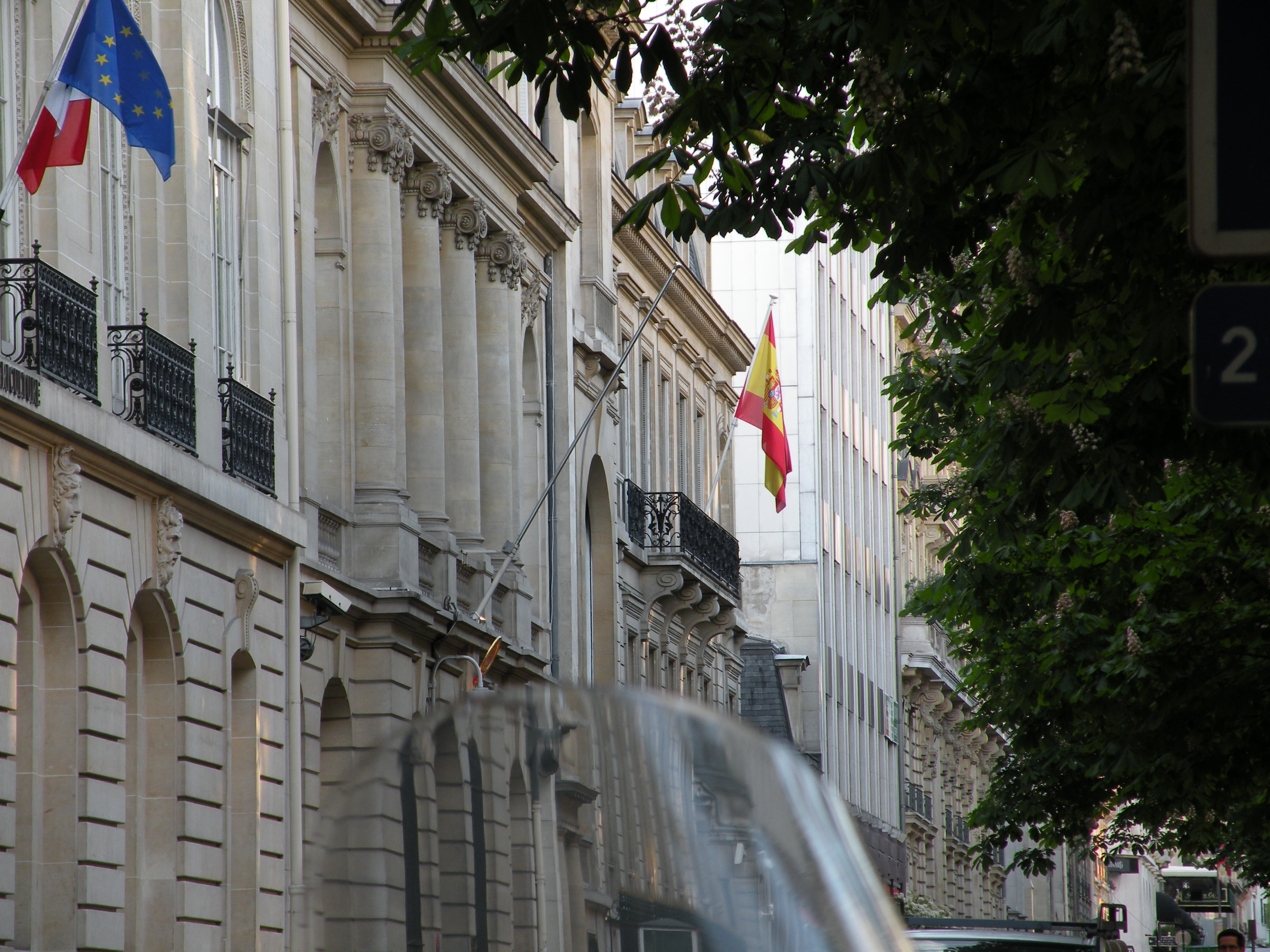
Embaixada da Espanha em Paris

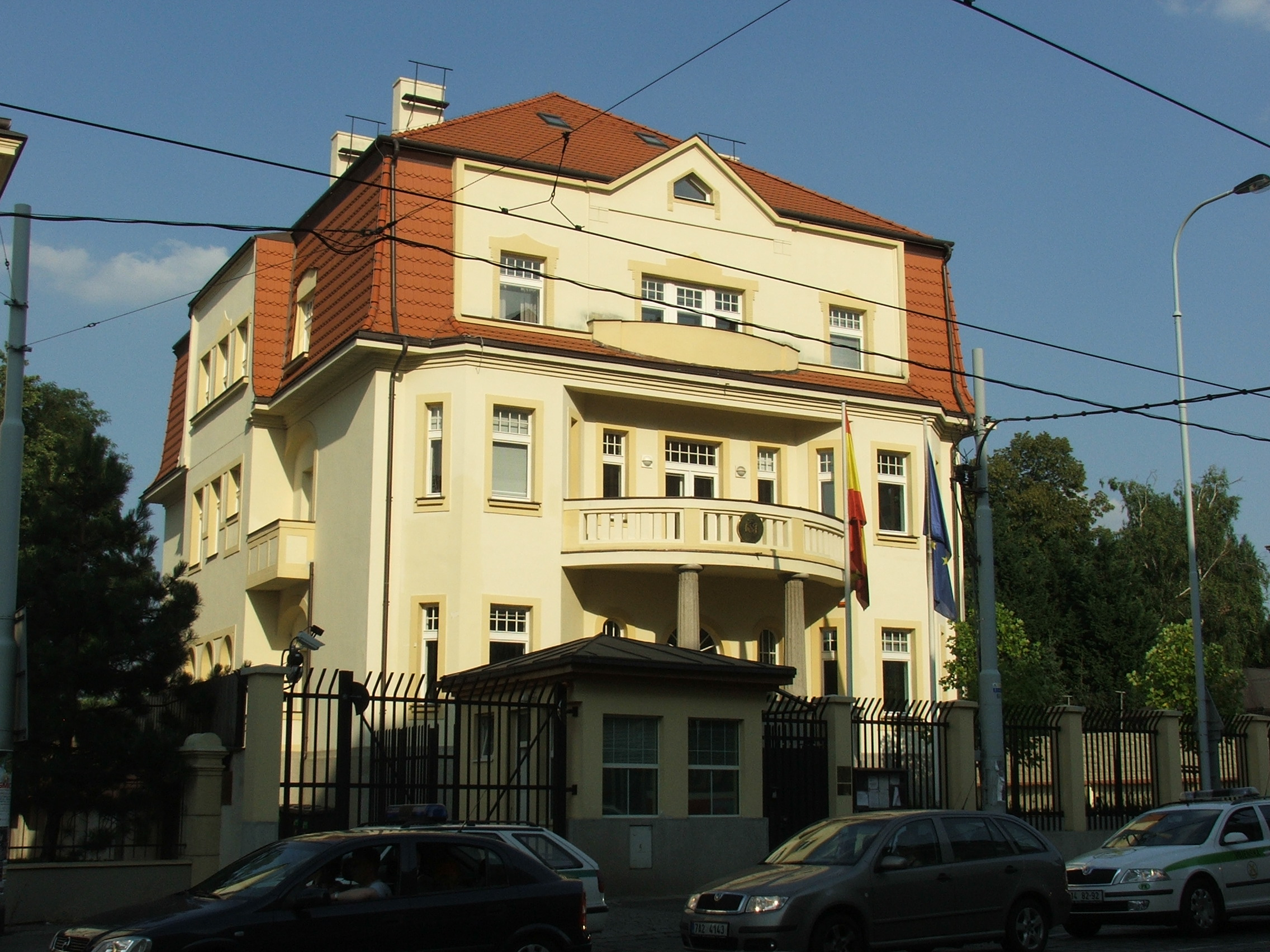
Embaixada da Espanha em Praga

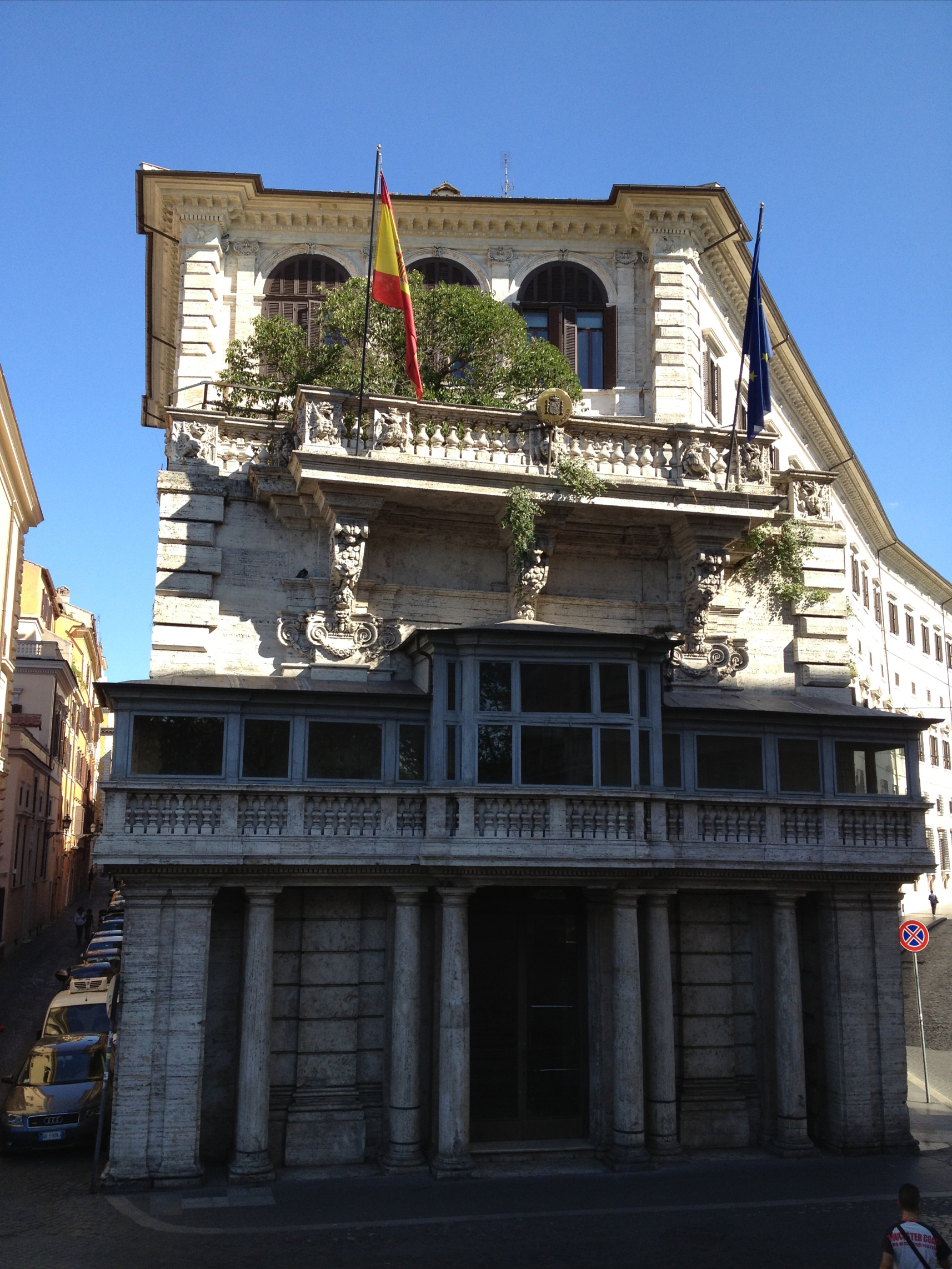
Embaixada da Espanha em Roma

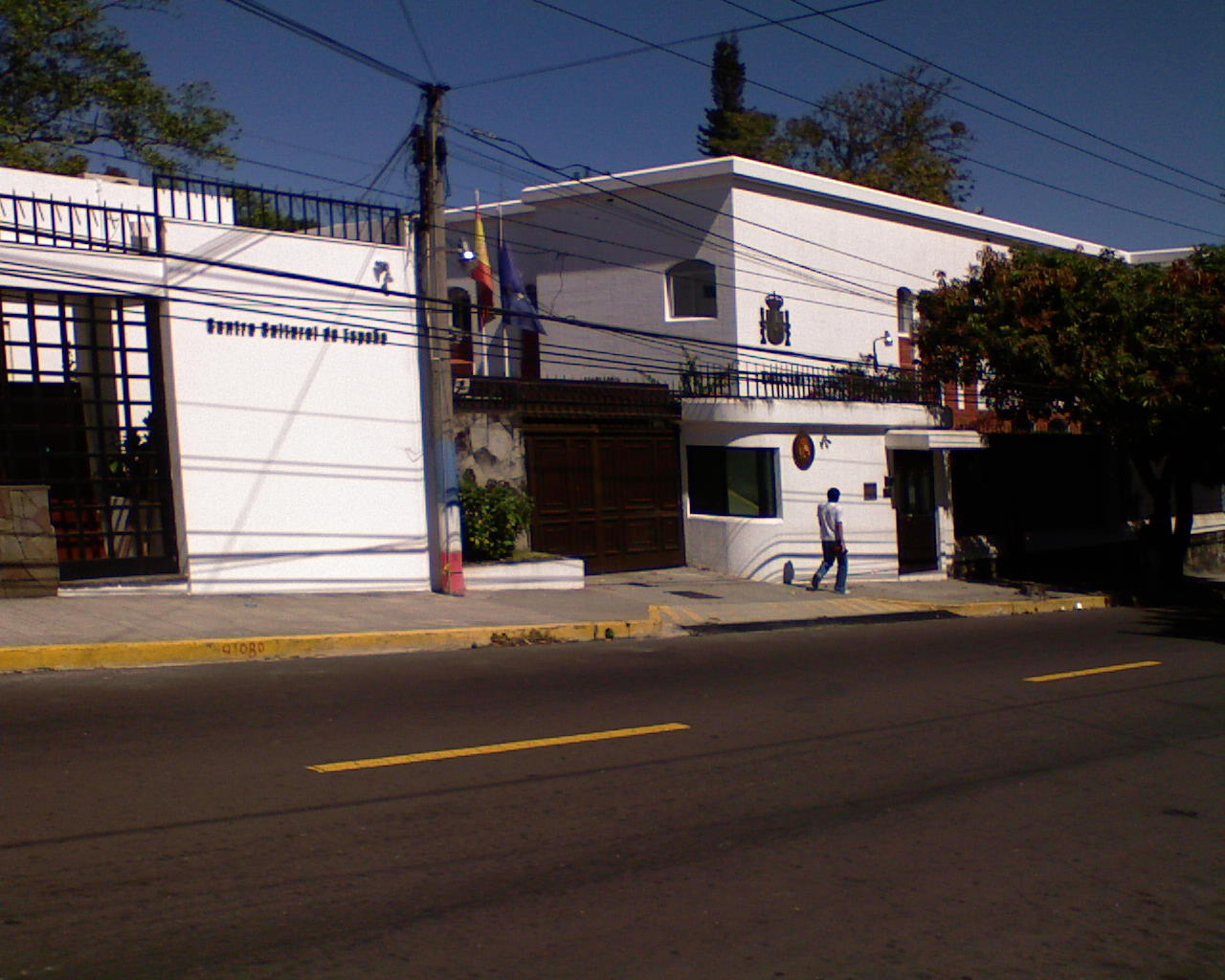
Embaixada da Espanha em San Salvador

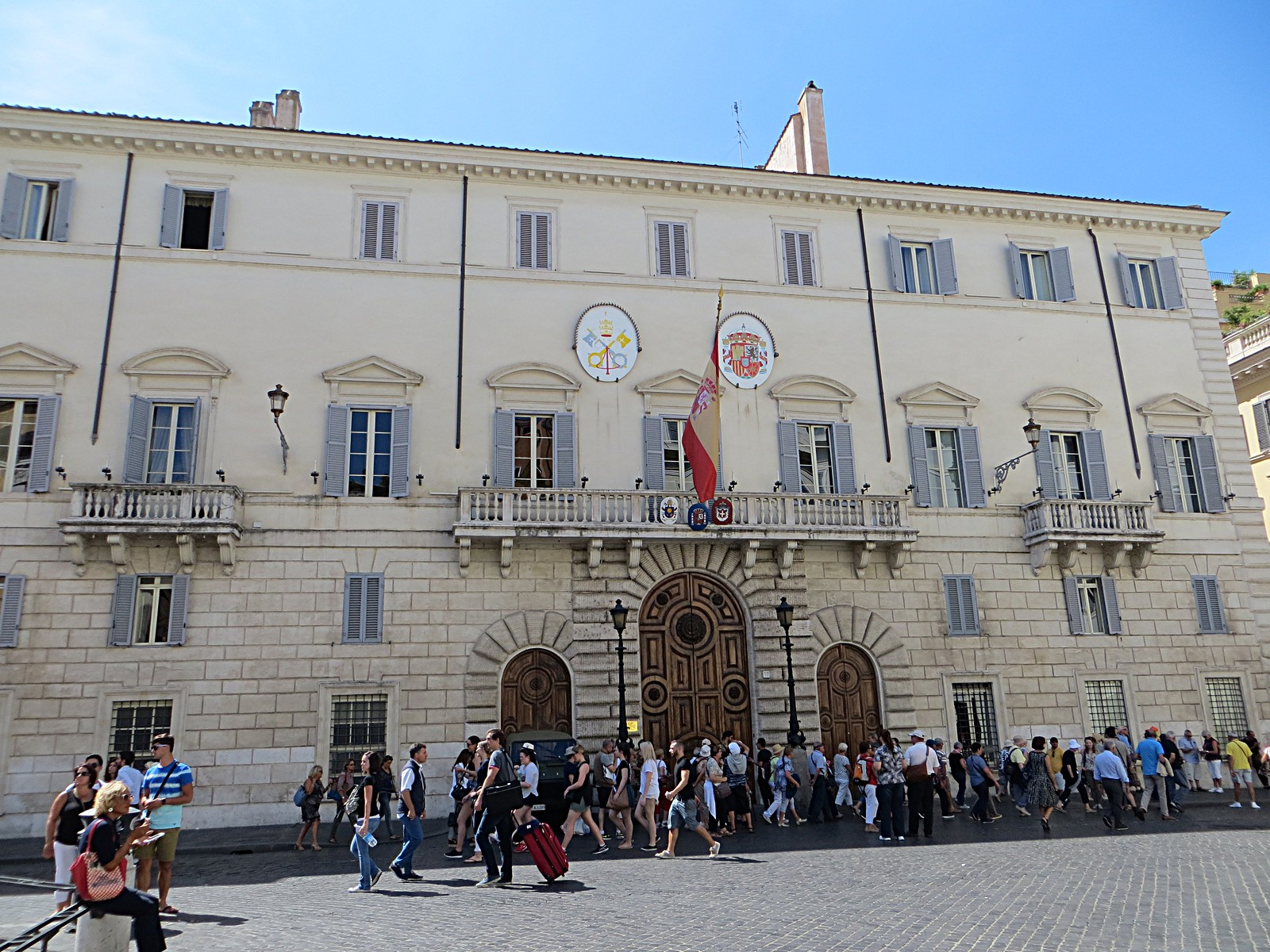
Embaixada da Espanha ante a Santa Sede

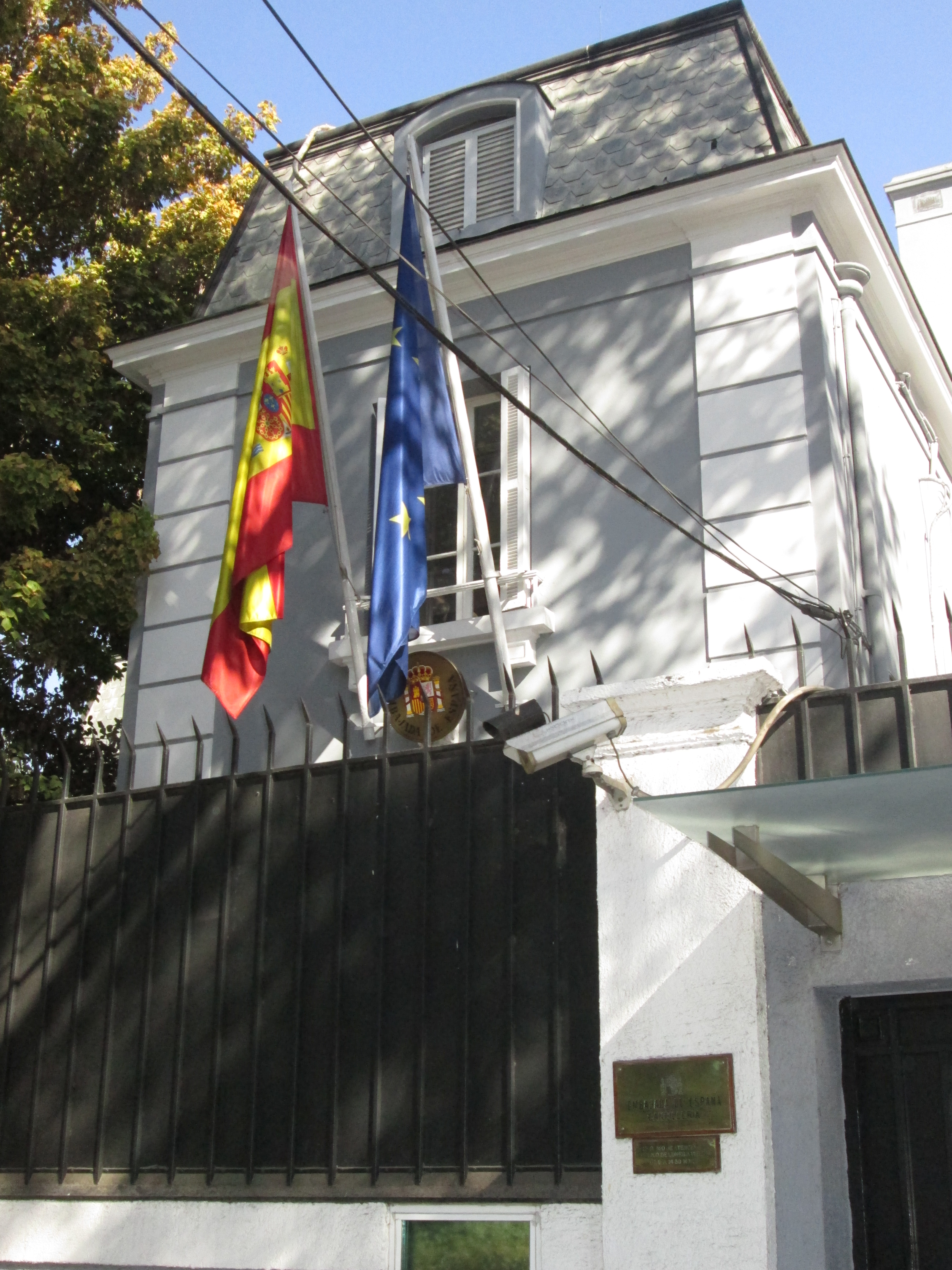
Embaixada da Espanha em Santiago

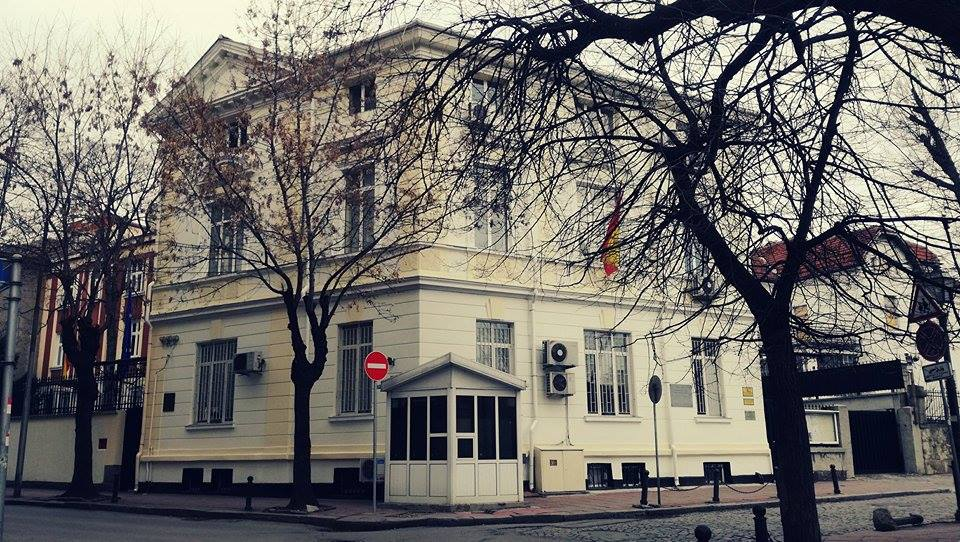
Embaixada da Espanha em Sófia

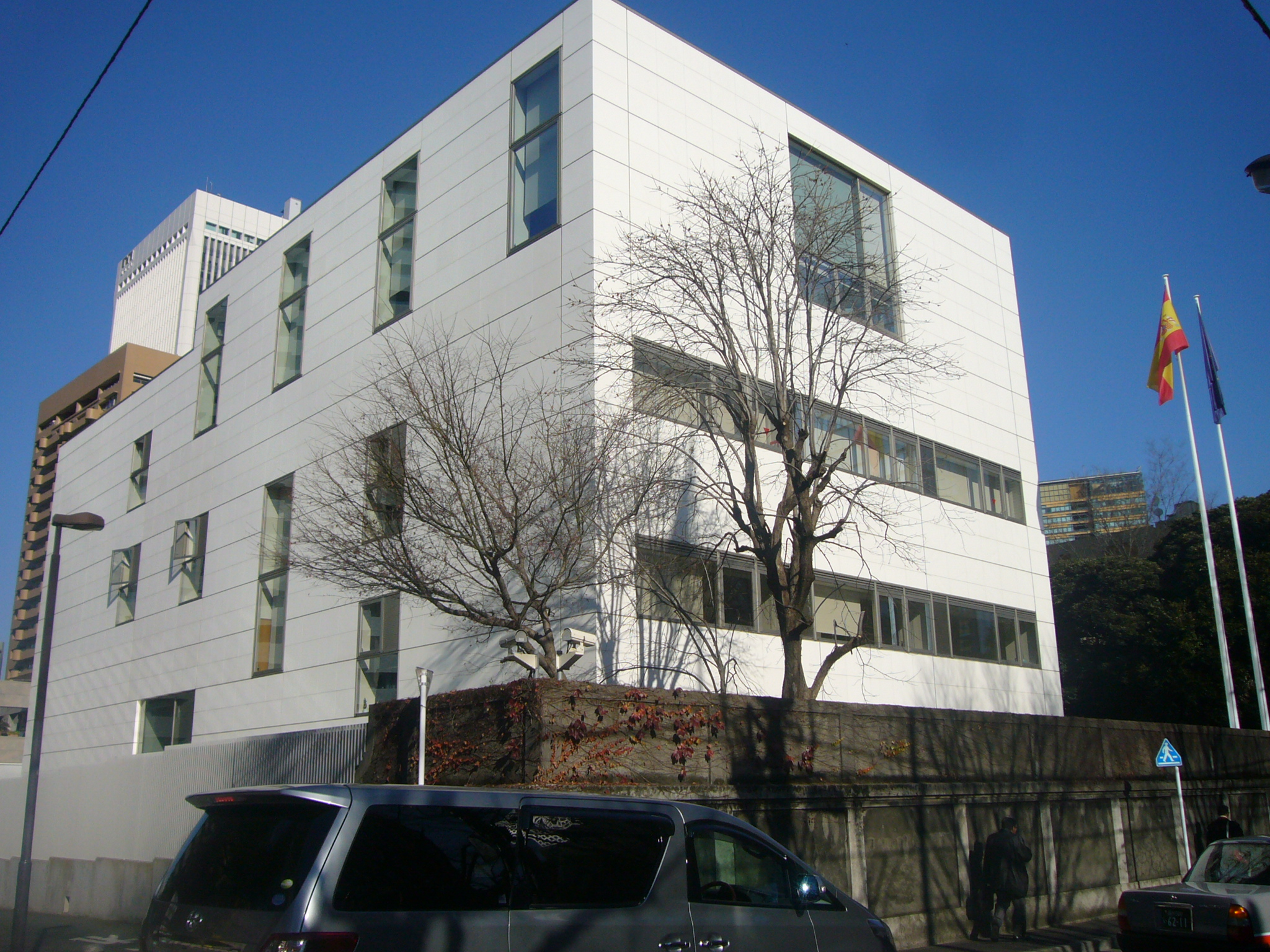
Embaixada da Espanha em Tóquio

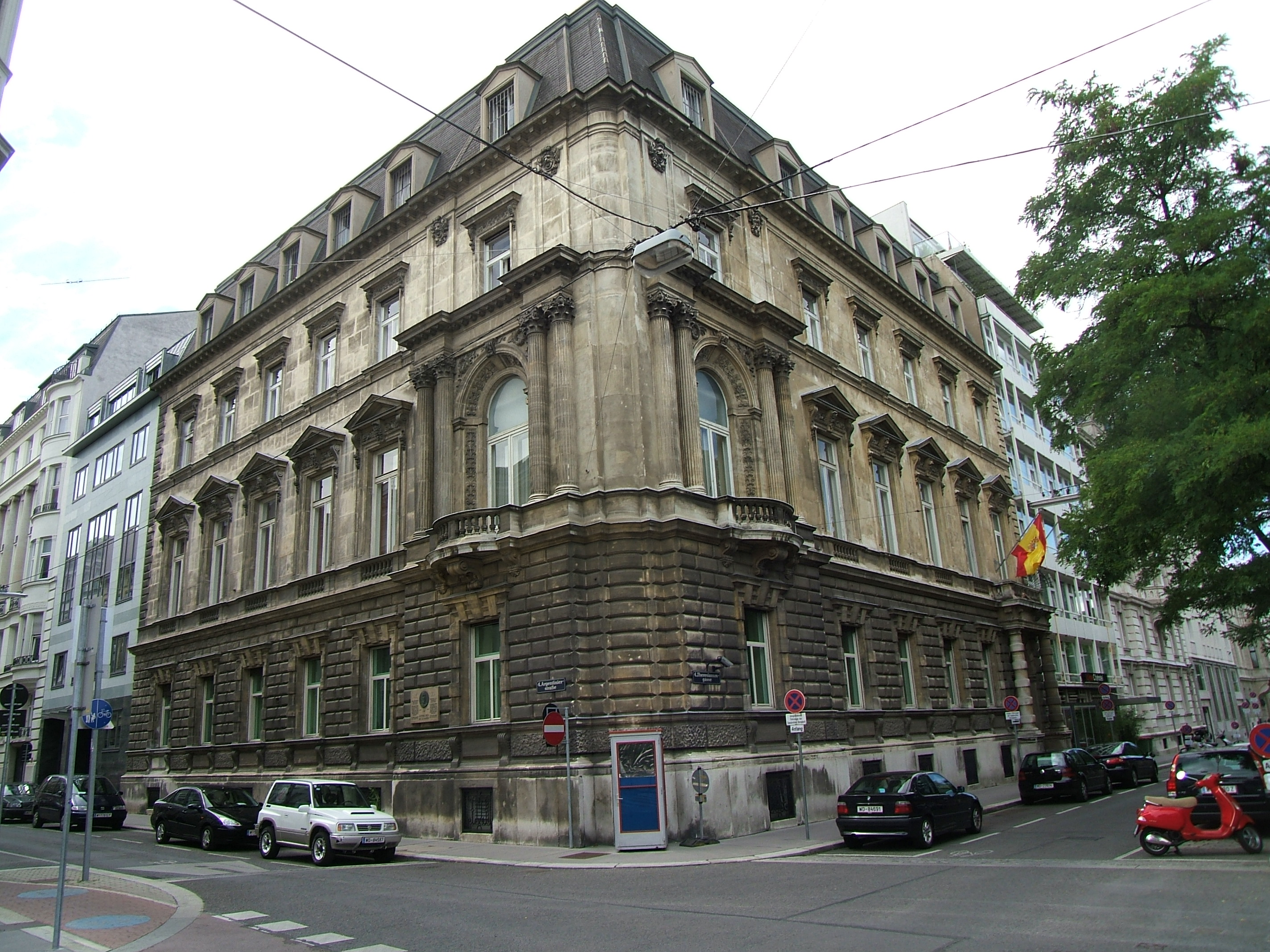
Embaixada da Espanha em Viena

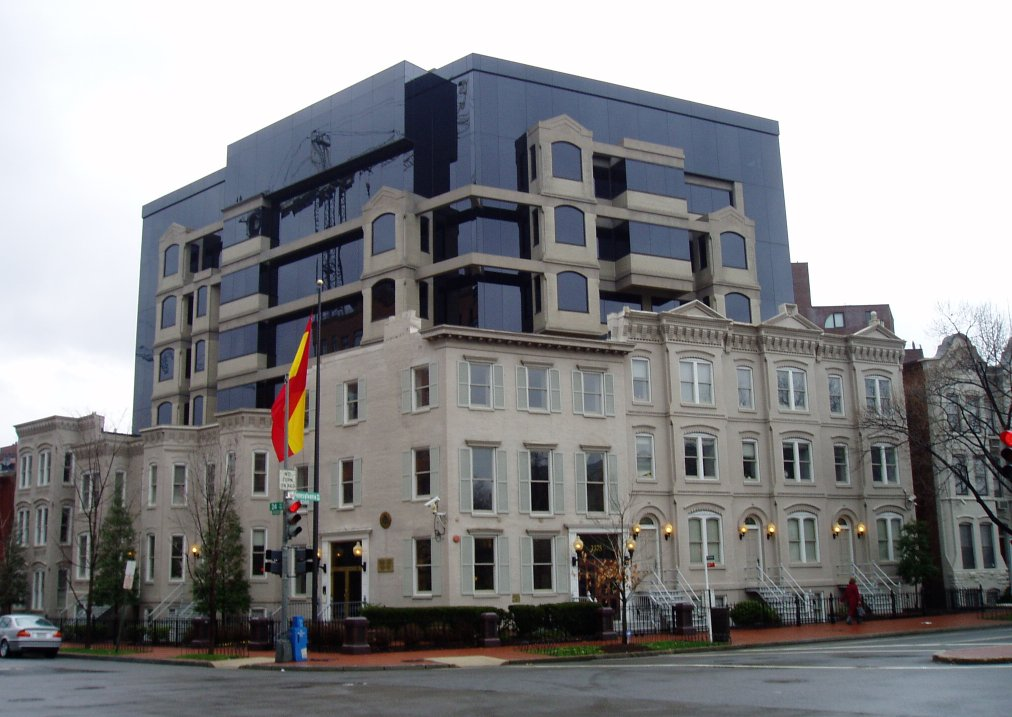
Embaixada da Espanha em Washington, DC

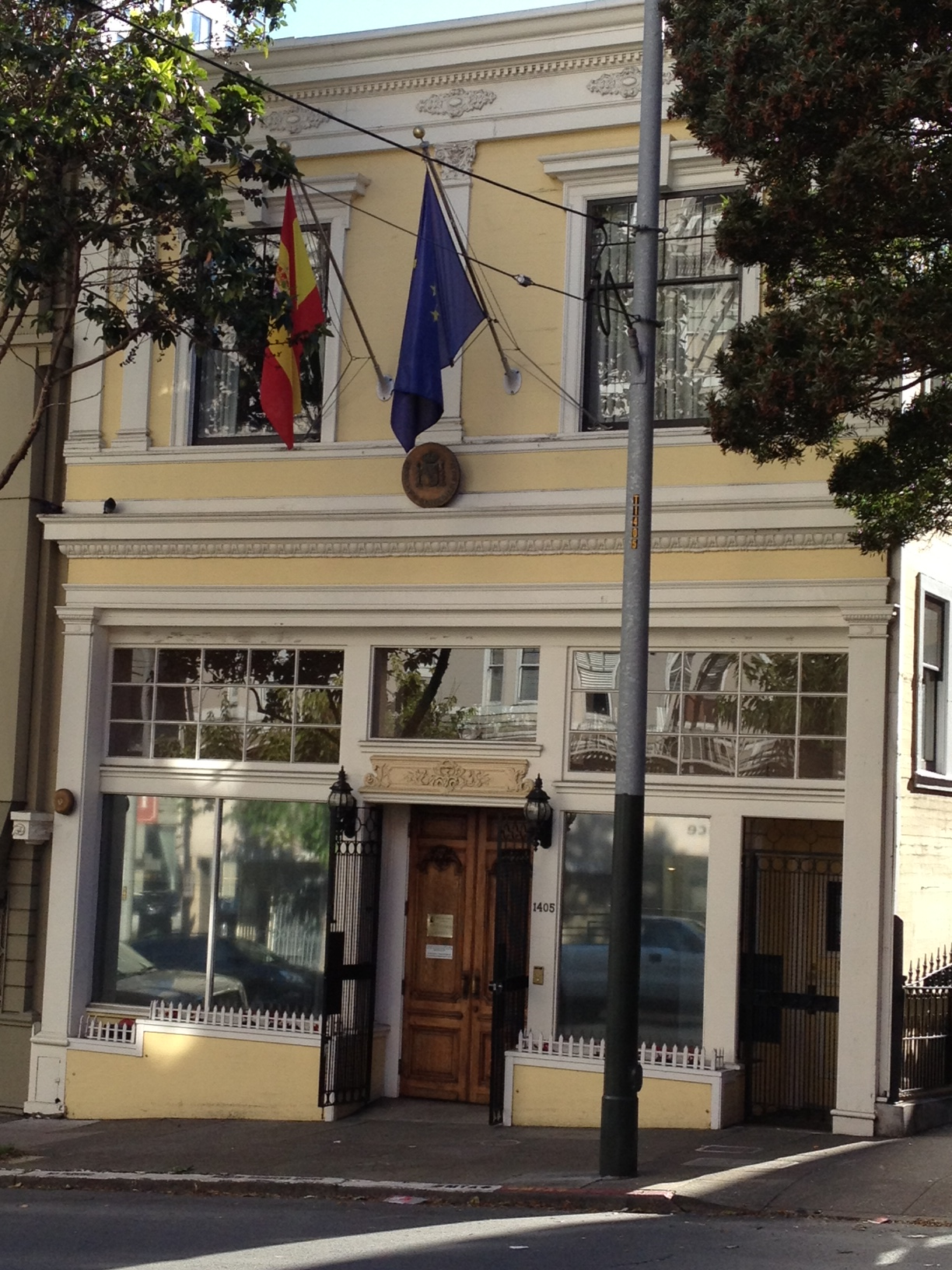
Consulado-Geral da Espanha em São Francisco

- África do Sul
  - Pretória (Embaixada)
  - Cidade do Cabo (Consulado-Geral)
- Angola
  - Luanda (Embaixada)
- Argélia
  - Argel (Embaixada)
  - Oran (Consulado-Geral)
- Cabo Verde
  - Praia (Embaixada)
- Camarões
  - Yaoundé (Embaixada)
- Costa do Marfim
  - Abidjã (Embaixada)
- Egito
  - Cairo (Embaixada)
  - Alexandria (Consulado-Geral)
- Etiópia
  - Adis-Abeba (Embaixada)
- Gabão
  - Libreville (Embaixada)
- Gâmbia
  - Banjul (Escritório da Embaixada)
- Gana
  - Accra (Embaixada)
- Guiné
  - Conacri (Embaixada)
- Guiné-Bissau
  - Bissau (Embaixada)
- Guiné Equatorial
  - Malabo (Embaixada)
  - Bata (Consulado-Geral)
- Líbia
  - Trípoli (Embaixada)
- Mali
  - Bamako (Embaixada)
- Marrocos
  - Rabat (Embaixada)
  - Agadir (Consulado-Geral)
  - Casablanca (Consulado-Geral)
  - Nador (Consulado-Geral)
  - Tanger (Consulado-Geral)
  - Tétouan (Consulado-Geral)
  - Larache (Consulado)
- Mauritânia
  - Nouakchott (Embaixada)
  - Nouadhibou (Consulado-Geral)
- Moçambique
  - Maputo (Embaixada)
- Namíbia
  - Windhoek (Embaixada)
- Níger
  - Niamey (Embaixada)
- Nigéria
  - Abuja (Embaixada)
  - Lagos (Consulado-Geral)
- Quênia
  - Nairóbi (Embaixada)
- República Democrática do Congo
  - Kinshasa (Embaixada)
- Senegal
  - Dakar (Embaixada)
- Sudão
  - Cartum (Embaixada)
- Tanzânia
  - Dar es Salaam (Embaixada)
- Tunísia
  - Túnis (Embaixada)
- Zimbabwe
  - Harare (Embaixada)

## América
- Argentina
  - Buenos Aires (Embaixada)
  - Bahia Blanca (Consulado-Geral)
  - Córdova (Consulado-Geral)
  - Mendoza (Consulado-Geral)
  - Rosário (Consulado-Geral)
- Bolívia
  - La Paz (Embaixada)
  - Santa Cruz de la Sierra (Consulado-Geral)
- Brasil
  - Brasília (Embaixada)
  - Porto Alegre (Consulado-Geral)
  - Rio de Janeiro (Consulado-Geral)
  - Salvador (Consulado-Geral)
  - São Paulo (Consulado-Geral)
- Canadá
  - Ottawa (Embaixada)
  - Montreal (Consulado-Geral)
  - Toronto (Consulado-Geral)
- Chile
  - Santiago (Embaixada)
- Colômbia
  - Bogotá (Embaixada)
- Costa Rica
  - San José (Embaixada)
- Cuba
  - Havana (Embaixada)
- El Salvador
  - San Salvador (Embaixada)
- Equador
  - Quito (Embaixada)
  - Guaiaquil (Consulado-Geral)
- Estados Unidos
  - Washington, D.C. (Embaixada)
  - Boston (Consulado-Geral)
  - Chicago (Consulado-Geral)
  - Houston (Consulado-Geral)
  - Los Angeles (Consulado-Geral)
  - Miami (Consulado-General)
  - Nova York (Consulado-Geral)
  - São Francisco (Consulado-Geral)
  - San Juan (Consulado-Geral)
- Guatemala
  - Cidade da Guatemala (Embaixada)
- Haiti
  - Porto Príncipe (Embaixada)
- Honduras
  - Tegucigalpa (Embaixada)
- Jamaica
  - Kingston (Embaixada)
- México
  - Cidade do México (Embaixada)
  - Guadalajara (Consulado-Geral)
  - Monterrey (Consulado-Geral)
- Nicarágua
  - Manágua (Embaixada)
- Panamá
  - Cidade do Panamá (Embaixada)
- Paraguai
  - Assunção (Embaixada)
- Peru
  - Lima (Embaixada)
- República Dominicana
  - Santo Domingo (Embaixada)
- Trinidad e Tobago
  - Porto Espanha (Embaixada)
- Uruguai
  - Montevidéu (Embaixada)
- Venezuela
  - Caracas (Embaixada)

## Ásia
- Arábia Saudita
  - Riad (Embaixada)
- Azerbaijão
  - Baku (Embaixada)
- Bangladesh
  - Dacca (Embaixada)
- Catar
  - Doha (Embaixada)
- Cazaquistão
  - Astana (Embaixada)
- China
  - Pequim (Embaixada)
  - Cantão (Consulado-Geral)
  - Hong Kong (Consulado-Geral)
  - Xangai (Consulado-Geral)
- Coreia do Sul
  - Seul (Embaixada)
- Emirados Árabes Unidos
  - Abu Dhabi (Embaixada)
- Filipinas
  - Manila (Embaixada)
- Índia
  - Nova Délhi (Embaixada)
  - Bombaim (Consulado-Geral)
- Indonésia
  - Jacarta (Embaixada)
- Irão
  - Teerã (Embaixada)
- Iraque
  - Bagdá (Embaixada)
- Israel
  - Tel Aviv (Embaixada)
  - Jerusalém (Consulado-Geral)
- Japão
  - Tóquio (Embaixada)
- Jordânia
  - Amã (Embaixada)
- Kuwait
  - Cidade do Kuwait (Embaixada)
- Líbano
  - Beirute (Embaixada)
- Malásia
  - Kuala Lumpur (Embaixada)
- Myanmar
  - Rangum (Embaixada)
- Omã
  - Mascate (Embaixada)
- Paquistão
  - Islamabad (Embaixada)
- Singapura
  - Singapura (Embaixada)
- Tailândia
  - Bangcoc (Embaixada)
- Turquia
  - Ancara (Embaixada)
  - Istambul (Consulado-Geral)
- Vietname
  - Hanói (Embaixada)

## Europa
- Albânia
  - Tirana (Embaixada)
- Alemanha
  - Berlim (Embaixada)
  - Düsseldorf (Consulado-Geral)
  - Frankfurt (Consulado-Geral)
  - Hamburgo (Consulado-Geral)
  - Hanover (Consulado-Geral)
  - Munique (Consulado-Geral)
  - Stuttgart (Consulado-Geral)
- Andorra
  - Andorra-a-Velha (Embaixada)
- Áustria
  - Viena (Embaixada)
- Bélgica
  - Bruxelas (Embaixada)
- Bósnia e Herzegovina
  - Sarajevo (Embaixada)
- Bulgária
  - Sófia (Embaixada)
- Chéquia
  - Praga (Embaixada)
- Chipre
  - Nicósia (Embaixada)
- Croácia
  - Zagreb (Embaixada)
- Dinamarca
  - Copenhague (Embaixada)
- Eslováquia
  - Bratislava (Embaixada)
- Eslovênia
  - Liubliana (Embaixada)
- Estónia
  - Tallin (Embaixada)
- Finlândia
  - Helsinque (Embaixada)
- França
  - Paris (Embaixada)
  - Baiona (Consulado-Geral)
  - Bordéus (Consulado-Geral)
  - Estrasburgo (Consulado-Geral)
  - Lyon (Consulado-Geral)
  - Montpellier (Consulado-Geral)
  - Marselha (Consulado-Geral)
  - Pau (Consulado-Geral)
  - Perpinhã (Consulado-Geral)
  - Toulouse (Consulado-Geral)
- Grécia
  - Atenas (Embaixada)
- Hungria
  - Budapeste (Embaixada)
- Irlanda
  - Dublin (Embaixada)
- Itália
  - Roma (Embaixada)
  - Milão (Consulado-Geral)
  - Nápoles (Consulado-Geral)
- Letónia
  - Riga (Embaixada)
- Lituânia
  - Vilnius (Embaixada)
- Luxemburgo
  - Luxemburgo (Embaixada)
- Macedônia do Norte
  - Skopje (Embaixada)
- Malta
  - Valeta (Embaixada)
- Noruega
  - Oslo (Embaixada)
- Países Baixos
  - Haia (Embaixada)
  - Amsterdã (Consulado-Geral)
- Polónia
  - Varsóvia (Embaixada)
- Portugal
  - Lisboa (Embaixada)
  - Porto (Consulado-Geral)
- Reino Unido
  - Londres (Embaixada)
  - Edimburgo (Consulado-Geral)
- Roménia
  - Bucareste (Embaixada)
- Rússia
  - Moscou (Embaixada)
  - São Petersburgo (Consulado-Geral)
- Santa Sede
  - Cidade do Vaticano (situada em Roma) (Embaixada)
- Sérvia
  - Belgrado (Embaixada)
- Suécia
  - Estocolmo (Embaixada)
- Suíça 
  - Berna (Embaixada)
  - Genebra (Consulado-Geral)
  - Zurique (Consulado-Geral)
- Ucrânia
  - Kiev (Embaixada)

## Oceania
- Austrália
  - Camberra (Embaixada)
  - Melbourne (Consulado-Geral)
  - Sydney (Consulado-Geral)
- Nova Zelândia
  - Wellington (Embaixada)

## Organizações Multilaterais
- - Adis-Abeba (Observador permanente ante a União Africana)
  - Bruxelas (Missão permanente da Espanha ante a União Europeia e OTAN)
  - Estrasburgo (Missão permanente da Espanha ante o Conselho da Europa)
  - Genebra (Missão permanente da Espanha ante as Nações Unidas e outras organizações internacionais)
  - Montevidéu (Observador permanente ante o Mercosul)
  - Nairóbi (Missão permanente da Espanha ante as Nações Unidas e outras organizações internacionais)
  - Nova Iorque (Missão permanente da Espanha ante as Nações Unidas)
  - Paris (Missão permanente da Espanha ante a OCDE e Unesco)
  - Roma (Missão permanente da Espanha ante a Organização das Nações Unidas para a Alimentação e a Agricultura)
  - Viena (Missão permanente da Espanha ante as Nações Unidas)
  - Washington, DC (Observador permanente ante a Organização dos Estados Americanos)